# Cuoio capelluto
Il cuoio capelluto è l'area della testa ricoperta dai capelli.

## Struttura
Il cuoio capelluto ha cinque strati:
- Il primo è formato dalla pelle, ed è spesso ricoperto dai capelli. Contiene numerose ghiandole sebacee e follicoli piliferi.
- Il secondo è di tessuto connettivo. Comprende uno strato sottocutaneo di adipe e del tessuto fibroso, che si trova sottopelle e contiene i nervi e i vasi del cuoio capelluto.
- Il terzo strato rappresenta l'aponeurosi epicranica (o galea aponeurotica). È uno strato duro di tessuto fibroso denso che va dal muscolo frontale anteriormente all'occipitale posteriormente.
- Il quarto strato di tessuto connettivo areolare separa i tre strati superiori e il pericranio. Nella pratica di rimozione dello scalpo, il cuoio capelluto viene rimosso in questo punto. Quest'area è anche un punto di accesso importante nella chirurgia craniofacciale e neurochirurgia, ed è una zona in cui gli agenti patogeni possono diffondersi con facilità, vista la presenza di vene emissarie che defluiscono nel cranio. Il tessuto areolare di questo strato è costituito da fasci di collagene, ricco di glicosaminoglicani, e da più matrici di fibre. Questo strato consente a quelli più superficiali del cuoio capelluto di spostarsi in relazione al pericranio.
- Il quinto e ultimo strato è rappresentato dal pericranio. È  il periostio delle ossa del cranio. Fornisce nutrimento all'osso e aiuta nella sua riparazione. Può essere sollevato per consentire la rimozione delle finestre ossee (craniotomia).

### Circolazione sanguigna
L'apporto di sangue al cuoio capelluto avviene attraverso cinque paia di arterie, tre provenienti dalla carotide esterna e due dalla carotide interna:

#### Carotide interna
- l'arteria sopratrocleare, una ramificazione del ramo oftalmico dell'arteria carotide interna.
- l'arteria sovraorbitaria passa lateralmente nella fronte fino al vertice del cuoio capelluto.  È una ramificazione del ramo oftalmico della carotide interna.

#### Carotide esterna
- l'arteria temporale superficiale emette rami frontali e parietali che irrorano gran parte del cuoio capelluto.
- l'arteria occipitale corre posteriormente e raggiunge gran parte della zona posteriore del cuoio capelluto.
- l'arteria auricolare posteriore sale dietro al padiglione auricolare per portare il sangue al cuoio capelluto sopra e dietro il padiglione.

Poiché le pareti dei vasi sanguigni sono fissate al tessuto fibroso dello strato fasciale superficiale, se vengono recise le estremità dei vasi possono sanguinare copiosamente.

#### Drenaggio venoso e linfatico
Le vene del cuoio capelluto accompagnano le arterie e per questo hanno nomi simili, un esempio è dato dalle vene sopratrocleari e sovratorbitali, che si uniscono nell'angolo mediale dell'occhio formando la vena angolare, che prosegue nella vena facciale. La vena temporale superficiale entra nella ghiandola parotide e poi si unisce alla vena mascellare per formare la vena retromandibolare. La parte anteriore si unisce alla vena del viso per formare la vena facciale comune, che drena nella vena giugulare e, infine, nella vena succlavia. La vena occipitale termina con il plesso sub-occipitale. Sono presenti anche altre vene, come la vena emissaria e la vena diploica frontale, che contribuiscono anch'esse al drenaggio venoso.
I canali linfatici partono dalla metà posteriore del cuoio capelluto ai linfonodi auricolari occipitali e posteriori. Canali linfatici dal mezzo scarico anteriore ai linfonodi parotidei. La linfa raggiunge infine i linfonodi cervicali sottomandibolari e profondi.

### Innervazione
I nervi sensoriali e motori innervano il cuoio capelluto. Il cuoio capelluto è innervato da:
- Nervo sopratrocleare e il nervo sopraorbitale, dal nervo trigemino.
- Nervo grande occipitale, posteriormente fino al vertice.
- Nervo piccolo occipitale, dietro l'orecchio.
- Nervo zigomaticotemporale, dal nervo trigemino.
- Nervo auricolotemporale, dal nervo trigemino.

## Patologia

### Infezioni
L'area più a rischio di infezioni del cuoio capelluto è il tessuto connettivo lasso. Questo perché pus e sangue si diffondono facilmente al suo interno  e possono passare nella cavità cranica lungo le vene emissarie. Pertanto l'infezione può diffondersi dal cuoio capelluto alle meningi, il che potrebbe portare a meningite.

### Tumori
Il cuoio capelluto è un sito comune per lo sviluppo di tumori, tra cui:
- cheratosi attinica
- carcinoma delle cellule basali
- cisti epidermoide
- carcinoma a cellule di Merkel
- cisti pilifere
- carcinoma a cellule squamose

### Malattie e altre condizioni
- Cutis verticis gyrata, rara deformità del cuoio capelluto
- Forfora, un problema comune causato dalle cellule morte del cuoio capelluto
- Pidocchi
- Dermatite seborroica, una malattia della pelle che causa squame, prurito e arrossamenti
- Acne necrotica miliaris, caratterizzata da pustole e prurito

## Società e cultura
Il cuoio capelluto svolge un ruolo importante nell'estetica del viso. L'alopecia androgenica, o calvizie, è particolarmente problematica per gli uomini. Può essere trattata con qualche successo con farmaci (ad esempio finasteride e minoxidil) o attraverso il trapianto di capelli. La procedura di sollevamento delle sopracciglia mira a risolvere problemi tipici dell'invecchiamento, dovuti anche al cuoio capelluto, che con l'età diventa più pesante e perde la sua ancorazione, facendo risultare la fronte più bassa.
Storicamente, durante le guerre indiane era in uso rimuovere gli scalpi. Questa pratica ha origini antiche e si è sviluppata indipendentemente in ogni continente.

### Trapianto
Tutte le attuali tecniche di trapianto di capelli utilizzano i capelli dello stesso paziente. Lo scopo della procedura chirurgica è quello di utilizzare tali capelli nel modo più efficiente possibile, pertanto i candidati più adatti per questo tipo di intervento sono individui che hanno capelli sani sui lati e sulla parte posteriore della testa. Le tecniche possibili sono diverse, ma quella più utilizzata è nota come microinnesto.